# ميتش إيستر
ميتش إيستر (بالإنجليزية: Mitch Easter)‏ هو منتج أسطوانات وموسيقي وكاتب أغاني وملحن أمريكي، ولد في 15 نوفمبر 1954 في وينستون-سالم في الولايات المتحدة.

## وصلات خارجية
- ميتش إيستر على موقع ميوزك برينز (الإنجليزية)
- ميتش إيستر على موقع ديسكوغز (الإنجليزية)